# Abmaß
Als Abmaß bezeichnet man die Differenz zwischen dem an einem Bauteil gemessenen Maß, dem Istmaß, und seinem Nennmaß (Sollmaß bzw. geplantes Maß).
Beispiel: Die geplante Länge des Bauteils ist 224 mm. Nach Fertigstellung wird am Bauteil eine Länge von 223 mm ermittelt. Das Abmaß beträgt somit −1 mm.
Der Begriff Abmaß wird verwendet bei
- Ist-Abmaß (oder nur Abmaß): vorhandene, also gemessene Abweichung vom Nennmaß
- Oberes Abmaß: bei Angabe einer Maßtoleranz festgelegte zulässige obere (höchste) Abweichung vom Nennmaß
- Unteres Abmaß: bei Angabe einer Maßtoleranz festgelegte zulässige untere (niedrigste) Abweichung vom Nennmaß.

Die Differenz zwischen dem oberen und dem unteren Abmaß bezeichnet man als Toleranz. Mit einer Lehre lässt sich ohne Feststellung des Istmaßes ermitteln, ob das Werkstück innerhalb der zulässigen Abmaße gefertigt wurde.
Nach DIN ISO 286 werden Abmaße wie folgt gekennzeichnet:
- für Außenmaße (z. B. Wellen) mit Kleinbuchstaben
- für Innenmaße (z. B. Bohrungen) mit Großbuchstaben.